# Blattogryllidae
Blattogryllidae – wymarła rodzina owadów z rzędu świerszczokaraczanów. W zapisie kopalnym znane są od późnego permu do późnej jury. Ich skamieniałości znajdowane są na terenie Eurazji.

## Opis
Były to owady o bardzo dużej, prognatycznej głowie, zaopatrzonej w przyoczka i stosunkowo małe oczy złożone. Ich przedplecze miało przeciętnie szerokie paranota ze wcięciem na przednim brzegu. Wszystkie odnóża były podobnych rozmiarów, miały blisko siebie ustawione i duże biodra, uzbrojone wierzchołki goleni oraz pięcioczłonowe stopy z dość małym arolium na ostatnim członie i parzystymi przylgami na pozostałych członach. U Plesioblattogryllus wyjątkowo stopy nie miały arolium. W użyłkowaniu przednich skrzydeł żyłka subkostalna kończyła się łącząc z kostalną, sektor radialny brał początek w nasadowej połowie skrzydła, a pole kostalne w tym miejscu było nie szersze od pola subkostalnego. Żyłka medialna była u nasady zlana z przednią żyłką kubitalną, która miała tylne odgałęzienia. Skrzydła cechowały się również brakiem międzykrywki. Odwłok miał długie przysadki odwłokowe, u samic zaopatrzony był także w długie pokładełko, a u samców w asymetryczne genitalia.

## Taksonomia
Takson ten wprowadzony został w 1976 roku przez Aleksandra Rasnicyna, który w 1980 sklasyfikował go w rzędzie świerszczokaraczanów (Grylloblattida). W 2012 Nikita Kluge argumentował, że rodzina ta powinna być jednak w ogóle wyłączona z górczyków (Notoptera). W pracach Daniła Aristowa z 2012 oraz Aleksandra Rasnicyna i Daniła Arsitowa z 2013 wskazywano, że m.in. Eoblattidae, Blattogryllidae i Grylloblattidae stanowić powinny jeden rząd świerszczokaraczanów. Rewizji tego rzędu dokonał w 2015 Danił Aristow, uznając zgodnie z zasadą priorytetu jako jego naukową nazwę Eoblattida, a Grylloblattodea za synonim.
Po rewizji Aristowa z 2015 należą tu następujące rodzaje:
- †Anablattogryllus Storozhenko, 1990
- †Baharellinus Storozhenko, 1992
- †Baharellus Storozhenko, 1988
- †Blattogryllus Rasnitsyn, 1976
- †Costatoviblatta Storozhenko, 1992
- †Dorniella Bode, 1953
- †Duoduo Cui, 2012
- †Embigryllus Aristov, Grauvogel-Stamm et Marchal-Papier, 2011
- †Griphopteron Handlirsch, 1939
- †Mallorcagryllus Aristov et Zessin, 2009
- †Permoblattogryllus Aristov,  2011
- †Plesioblattogryllus Huang, Nel et Petrulevičius, 2008
- †Vosgesopterum Aristov, Grauvogel-Stamm et Marchal-Papier, 2011